# Niislel League 2016
La Niislel League 2016 è stato il 42º campionato professionistico mongolo maschile di calcio, vinto dall'Erchim, al suo decimo titolo.

## Stagione
Da quest'anno la Kurkhree National Premier League vede la partecipazione di 10 compagini, le quali si affrontano in un Girone all'italiana con gare di andata e di ritorno. Il titolo viene assegnato alla migliore classificata alla fine del campionato regolare, mentre le ultime due squadre classificate retrocedono in Khurkhree National 1st League.

### Avvenimenti
In campionato titolo mai messo in discussione dall'Erchim, che conquisterà così il suo decimo titolo, prima squadra a raggiungere la doppia cifra nell'albo d'oro del torneo. Deludenti le stagioni di Ulaanbaatar City che iniziato il campionato con altre ambizioni dovrà affidarsi all'ultimo posto disponibile per mantenere la categoria, poco meglio faranno il Selenge Press e l'Ulaanbaatar. Mentre il Deren sarà la sorpresa del campionato con la linea verde dei giovani, saranno discrete le stagioni di Ulaanbaatar University Khoromkhon e Khangarid. Bayangol e Ulaanbatar Mazaalai retrocederanno a fine stagione.

## Classifica
|                     | Pos. | Squadra             | Pt | G  | V  | N | P  | GF | GS |
| ------------------- | ---- | ------------------- | -- | -- | -- | - | -- | -- | -- |
| Mongolia (bandiera) | 1.   | Erchim              | 51 | 18 | 17 | 0 | 1  | 70 | 12 |
|                     | 2.   | Khangarid           | 43 | 18 | 14 | 1 | 3  | 54 | 23 |
|                     | 3.   | Khoromkhon          | 32 | 18 | 10 | 2 | 6  | 42 | 25 |
|                     | 4.   | Ulaanbaatar Univ.   | 32 | 18 | 10 | 2 | 6  | 40 | 28 |
|                     | 5.   | Deren               | 25 | 18 | 8  | 1 | 9  | 28 | 27 |
|                     | 6.   | Ulaanbaatar         | 23 | 18 | 6  | 5 | 7  | 33 | 41 |
|                     | 7.   | Selenge Press       | 22 | 18 | 6  | 4 | 8  | 43 | 40 |
|                     | 8.   | Ulaanbaatar City    | 21 | 18 | 6  | 3 | 9  | 32 | 32 |
|                     | 9.   | Bayangol            | 9  | 18 | 2  | 3 | 13 | 24 | 57 |
|                     | 10.  | Ulaanbatar Mazaalai | 1  | 18 | 0  | 1 | 17 | 9  | 90 |

Legenda:

      Campione di Mongolia e ammessa alla AFC Cup 2017

      Retrocesse in Kurkhree Mongolian 1st League
Tre punti a vittoria, uno a pareggio, zero a sconfitta.
La classifica viene stilata secondo i seguenti criteri:
- Punti conquistati
- Punti negli scontri diretti
- Differenza reti negli scontri diretti
- Reti realizzate negli scontri diretti
- Differenza reti generale
- Reti totali realizzate
- Sorteggio